# Tales of Manhattan

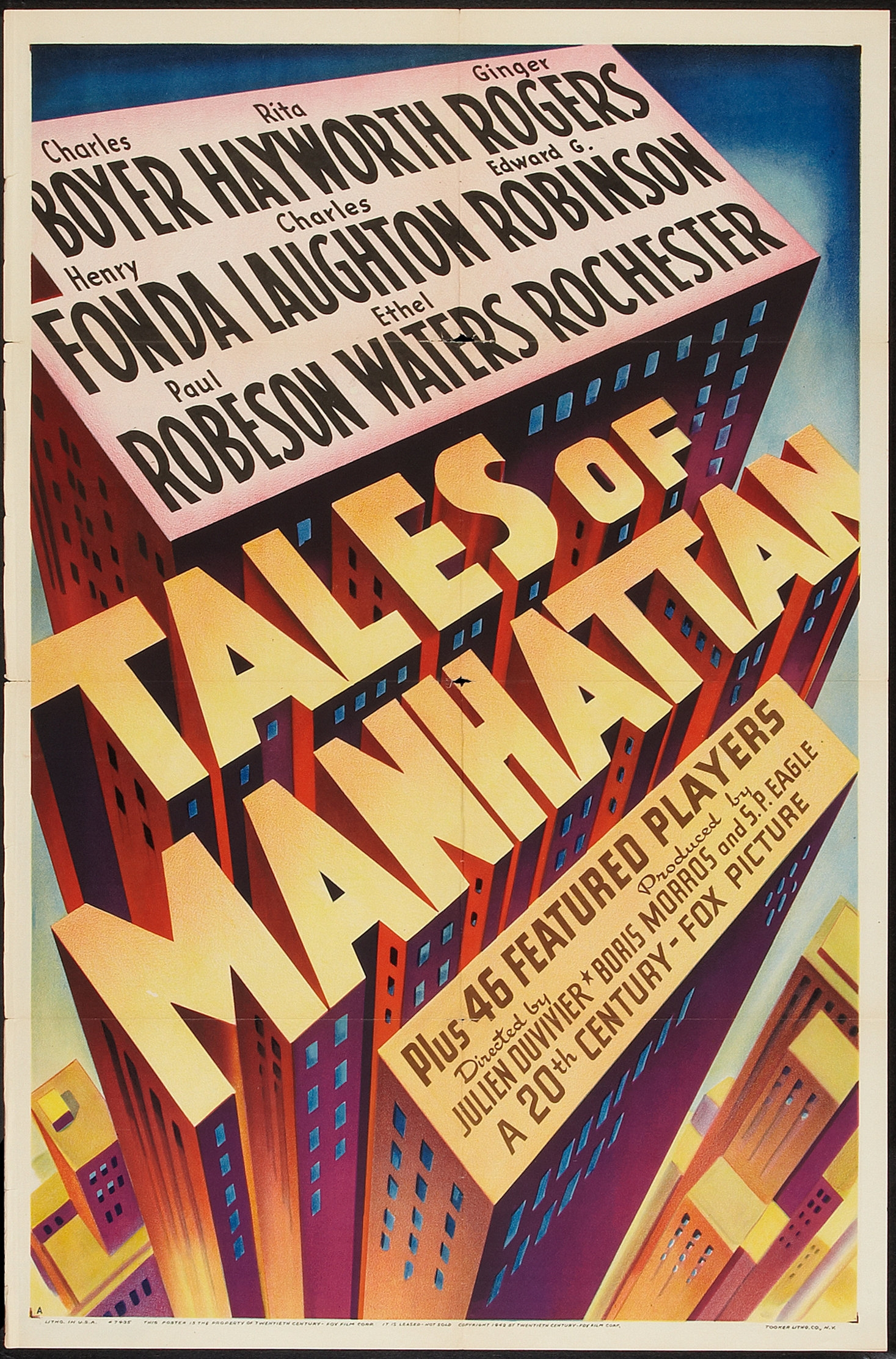
Cartaz do filme Tales of Manhattan

Tales of Manhattan (bra: Seis Destinos) é um filme estadunidense de 1942, dirigido por Julien Duvivier.
Baseado no romance Historia de un frac ("História de um fraque") do escritor mexicano Francisco Rojas González, o enredo segue o caminho de um fraque desde seu primeiro proprietário, um ator de teatro famoso, até passar pelas mãos de diversas pessoas e terminar como roupa de um espantalho em uma plantação rural. Vários roteiristas escreveram os seis diferentes segmentos de gêneros cinematográficos diversos: Ben Hecht, Alan Campbell, Ferenc Molnár, Samuel Hoffenstein, Donald Ogden Stewart dentre outros.

## Elenco
- Charles Boyer...Paul Orman
- Rita Hayworth...Ethel Halloway
- Ginger Rogers...Diane
- Henry Fonda...George
- Charles Laughton...Charles Smith
- Edward G. Robinson...Avery 'Larry' L. Browne
- Paul Robeson...Luke
- Ethel Waters...Esther
- Eddie Anderson...Reverendo Lazarus
- Thomas Mitchell...John Halloway
- Eugene Pallette...Luther
- Cesar Romero...Harry Wilson
- Gail Patrick...Ellen
- Roland Young...Edgar
- Marion Martin..."Esquilo"
- Elsa Lanchester...Elsa Smith
- Victor Francen...Arturo Bellini
- George Sanders...Williams
- James Gleason...Padre Joe
- Harry Davenport...Prof. Lyons
- J. Carrol Naish...Costello

## Sinopses

### 1º Segmento
Triângulo amoroso envolvendo os personagens de Charles Boyer, Thomas Mitchell, e Rita Hayworth. Boyer é Paul Orman, um ator que resolve realizar uma última grande performance ao se deparar com um marido ciumento.

### 2º Segmento
Ginger Rogers é Diane, uma mulher que encontra uma carta de amor picante no bolso do casaco do noivo mulherengo Harry (Cesar Romero), escrita por "Esquilo" que se declara a alguém que apelidara de "leão". Harry então pede a um empregado que traga outro casaco e chama o amigo George (Henry Fonda) para dizer a Diane que o casaco com a carta na verdade era dele e pegou de Harry por engano ao ir embora na noite anterior. Mas ao acreditar nisso, Diane fica interessada em conhecer melhor o "leão" George.

### 3º Segmentro
Charles Laughton é Charles Smith, um pobre mas brilhante músico que recebe a chance de reger uma orquestra para um público elegante, concedida pelo respeitável maestro Arturo Bellini (Victor Francen). Mas Charles precisa de um fraque e a namorada (Elsa Lanchester) pega um emprestado que, contudo, fica muito justo nele, provocando-lhe enorme constrangimento durante a apresentação.

### 4ª Segmento
Edward G. Robinson é Larry, um ex-advogado que se tornou alcoólico ao perder a licença por envolvimento com criminosos de Chicago. No abrigo em que vive, fica sabendo que os antigos amigos da faculdade de Direito vão realizar um encontro de comemoração dos 25 anos de graduação. Alguns samaritanos resolvem ajudar Larry, dando-lhe um fraque usado para que vá à festa e tenha a chance de recomeçar a vida. As coisas iam bem e ele recebeu uma proposta de emprego como queria, porém, aparece Willians, o advogado que o condenou (George Sanders), obrigando Larry a confessar aos outros sobre sua decadência.

### 5º segmento
Às vésperas do Natal, ladrões roubam um fraque para um deles (J. Carrol Naish) se disfarçar e invadir uma festa da alta sociedade e roubar os convidados presentes. Na fuga usando um avião, o fraque pega uma fagulha e começa a se incendiar, fazendo com que o ladrão o jogue fora, esquecendo-se do dinheiro nos bolsos. A vestimenta é encontrada por um casal de humildes negros agricultores (Luke (Paul Robeson) e Esther (Ethel Waters)) que, ao se depararem com o dinheiro, vão ao pastor da comunidade perguntar o que fazer com esse "milagre".

## 6º Segmento (cortado no lançamento)
Estrelado por W. C. Fields, Phil Silvers e Margaret Dumont, é sobre um vigarista (Fields) que compra um fraque ao ser enganado por outros igualmente trapaceiros. Usando a vestimenta, ele inicia uma palestra sobre os benefícios da abstinência de álcool e tabaco, e vende o alternativo "leite de coco" aos presentes, apregoando as propriedades saudáveis dessa bebida. Não sabe que o marido de uma das ricaças presentes (Dumont), depositou álcool no garrafão de leite, fazendo com o que o evento terminasse com uma enorme bebedeira de todos.
O roteiro foi escrito inicialmente por Bert Lawrence, Anne Wigton, William Morrow e Edmund Beloin, com o diretor Mal St. Clair "aconselhando (Duvivier) sobre as gags e rotinas cômicas de Fields e outros cômicos". Esse segmento era o quinto da sequência e foi cortado no lançamento para reduzir a duração. Era o mails fácil de suprimir sem a perda da continuidade, e, ironicamente, era de longe o mais divertido. Algumas fontes indicam o "tempo de duração" como uma desculpa conveniente pois alguns do elenco não estavam muito contentes com a possibilidade do segmento de Fields roubar as atenções e ofuscar os demais.
O corte perdido foi descoberto pela Fox em meados da década de 1990 aparentemente intacto e foi usado por Kevin Burns em Hidden Hollywood II: More Treasures from the 20th Century Fox Vaults, um documentário televisivo de 1997 sobre cenas cortadas em filmes daquele estúdio. Foi posteriormente incluído como um suplemento no lançamento em VHS de Tales of Manhattan.

## Controvérsia no lançamento de 1942 sobre o quinto segmento
O último segmento, estrelado por Paul Robeson e Ethel Waters, usa muitos dos que foram considerados estereotipos raciais existentes na época, e sofreu severas críticas de Edward G. Robinson e Robeson, um campeão de bons papeis para afro-americanos. Após uma carreira de apenas 12 filmes e recusa de propostas lucrativas nos três anos seguintes, Tales of Manhattan foi a última tentativa de Robeson de trabalhar em  Hollywood. Ele ficou muito desapontado com a filmagem, que inclui um número musical com ele e o coral de Hall Johnson.
Inicialmente pensara que ele e seus companheiros poderiam revelar a situação precária da população rural negra do país - mostrada no filme como procurando investir suas posses individuais recém-adquiridas em ferramentas e equipamentos para a colheita comunitária - e apresentar uma outra forma de viver. Apesar dele tentar mudar algum conteúdo do filme durante a produção, no fim ele achou o resultado (tradução livre, como as demais)  "muito ofensivo para o meu povo. Faz o  Negro aparecer infantil e inocente e continua com a antiga tradição da "aleluia" na plantação ... a mesma velha história, o negro cantando em seu caminho para a glória". Para Robeson, era uma questão de dignidade humana, e pretendia o que achava que era seu dever, propagar a ideia da produção coletiva, inserida dentro do roteiro para Robeson pelo roteirista Donald Ogden Stewart, que assim como o ator era membro do Partido Comunista dos Estados Unidos.
Algumas resenhas e artistas negros (inclusive Clarence Muse), notaram que o filme expusera as condições de vida precárias sob o sistema de parceria rural, mas Robeson não ficou satisfeito e tentou comprar todas as cópias disponíveis e retirá-lo de circulação. Em seguida ao lançamento, ele deu uma entrevista coletiva à imprensa, anunciando que deixaria Hollywood devido aos papeis humilhantes oferecidos aos atores negros. Robeson também disse que ficaria feliz em cortar o filme junto com outros que também o tinham achado ofensivo.